# Oratoire Saint-Roch de Bastia
L'oratoire Saint-Roch, en corse San Roccu, est un édifice religieux qui se trouve dans le quartier de Terra Vechja, aujourd'hui rue Napoléon à Bastia. À l'origine il s'agit de l'oratoire de la confrérie San Roccu (Saint Roch). 

## Histoire
Son histoire est liée à celle des confréries de Bastia. La ville n'en comptait qu'une : Santa Croce, située dans la Citadelle et dirigée par les Génois. Un manuscrit de 1638 raconte que la communauté corse, courroucée, décide de faire sécession. Deux nouvelles confréries sont alors créées : des adolescents fondent celle de San Roccu, un groupe d'adultes fonde celle de l'Immaculée Conception.
Son histoire est liée aussi avec les épidémies qui frappaient au Moyen-Âge. La grande peste qui s'était abattue sur Bastia en 1569 avait causé des sérieux ravages. Elle aurait été stoppée par l'intercession miraculeuse de saint Roch. De façon inexplicable l'épidémie s'arrêta aux portes de la ville. Pour lui rendre grâce les Bastiais construisirent une église qui lui serait dédiée.
L'église est classée au titre des monuments historiques par arrêté du 26 juin 2007, après une première inscription en janvier de cette même année.

## Description
L'oratoire primitif de 1590 a été entièrement reconstruit pour être agrandi en 1604. La façade a été reconstruite tardivement, au XIXe siècle, dans le style néoclassique. Elle est l’œuvre de l'architecte bastiais Jean-Louis Guasco. Quatre colonnes d'ordre toscan soutiennent un entablement couronné d'un grand fronton triangulaire,.
Le portail a été remodelé en 1860. Il est en marbre blanc, surmonté de la coquille des pèlerins.
Le grand portail de marbre blanc surmonté de la coquille des pèlerins date de 1860.
À l'intérieur des damas de soie rouge tapissent les murs, selon l'usage traditionnel à Gênes. Le décor de stuc doré date de 1617 et a été réalisé par l'artiste Francesco Marengo.
Le retable du maître-autel a été sculpté à Bastia, en 1692. 

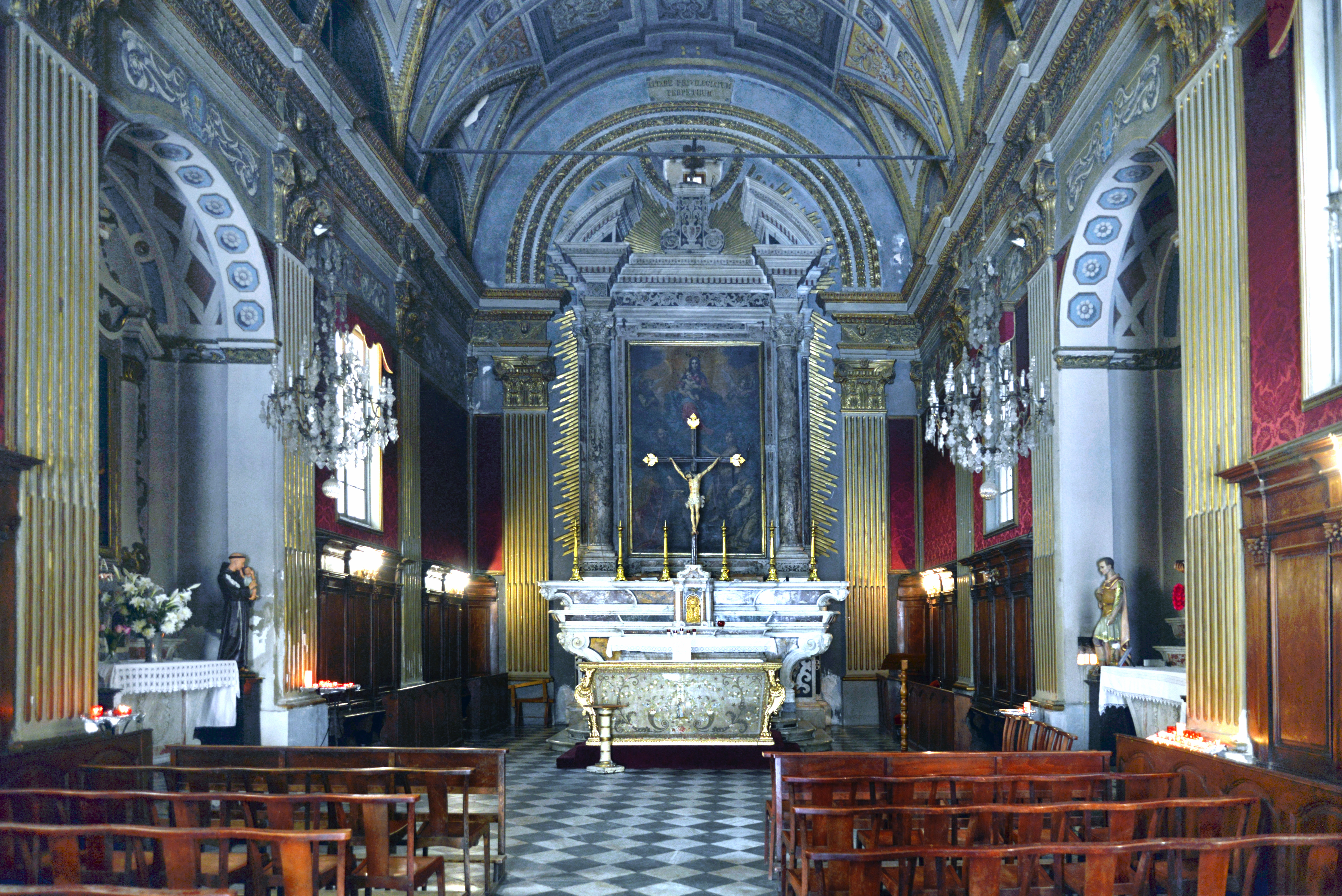
L'intérieur de l'oratoire

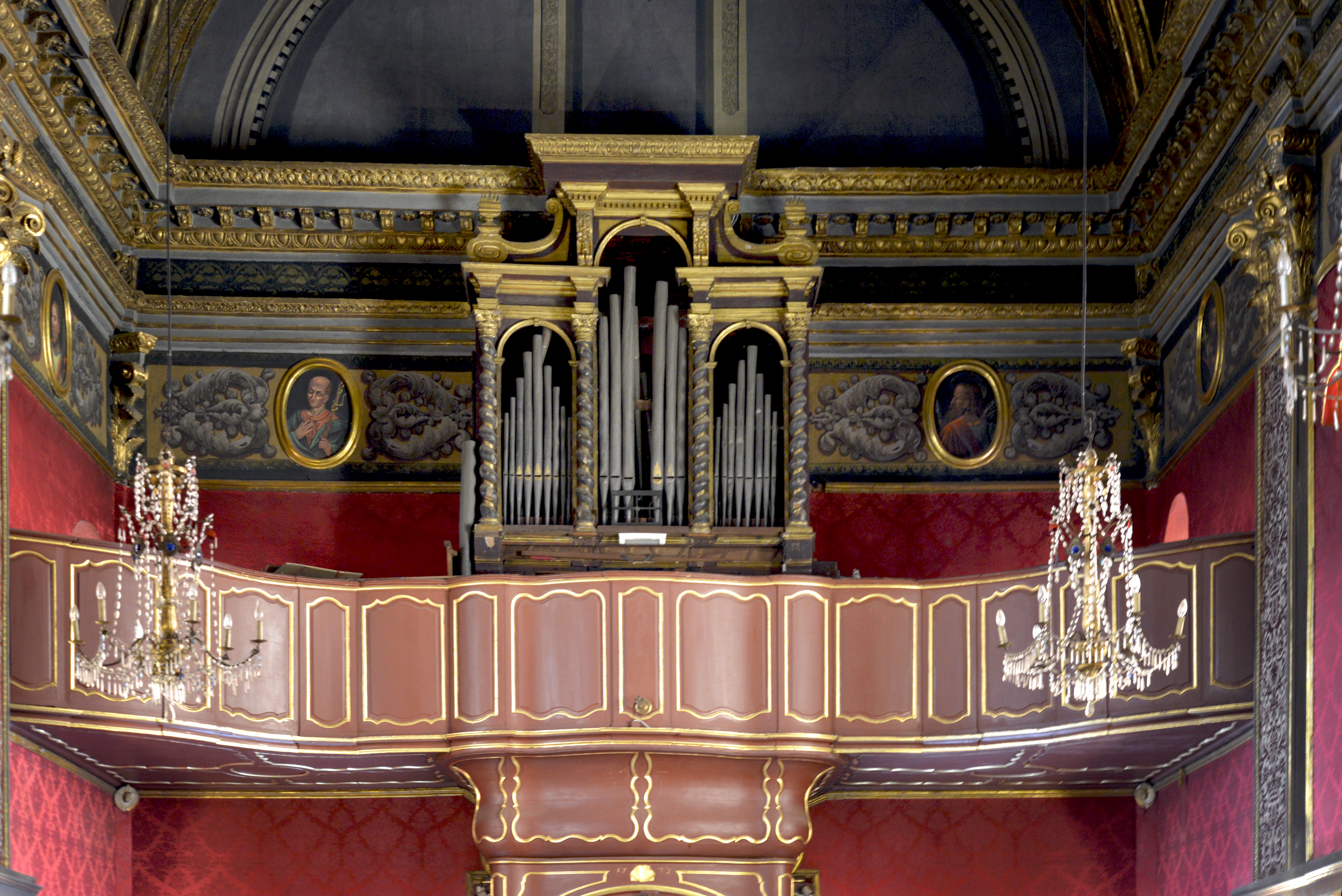
Les orgues

## Peintures
On peut voir dans l'oratoire plusieurs tableaux, notamment une représentation du XVIIe siècle de saint Roch, saint Sébastien, saint Martin et sainte Catherine d'Alexandrie aux pieds de la Vierge à l'enfant. L’œuvre est signée du peintre florentin Giovanni Bilivert, en 1626. Le tableau a été restauré en 2016.

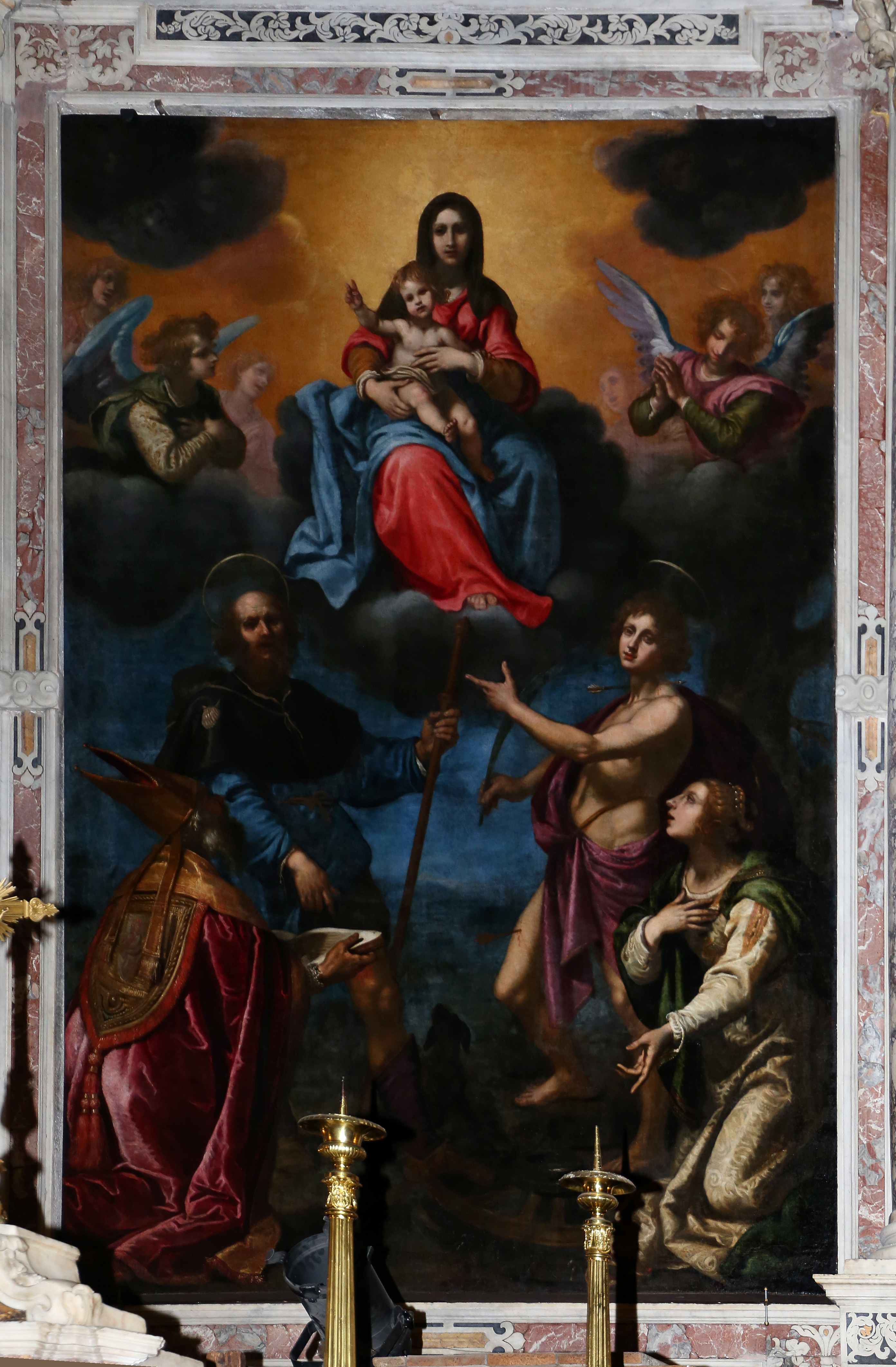
Giovanni Bilivert (1585-1644) : saint Roch, saint Sébastien, saint Martin de Tours et sainte Catherine d’Alexandrie aux pieds de la Vierge à l’Enfant. Huile sur toile (400 x 234 cm)

## Sculptures
Dans la nef, dans la niche vitrée de gauche se trouve une statue de procession représentant saint Roch. Elle est en bois polychrome et date de la fin du XVIIIe. 

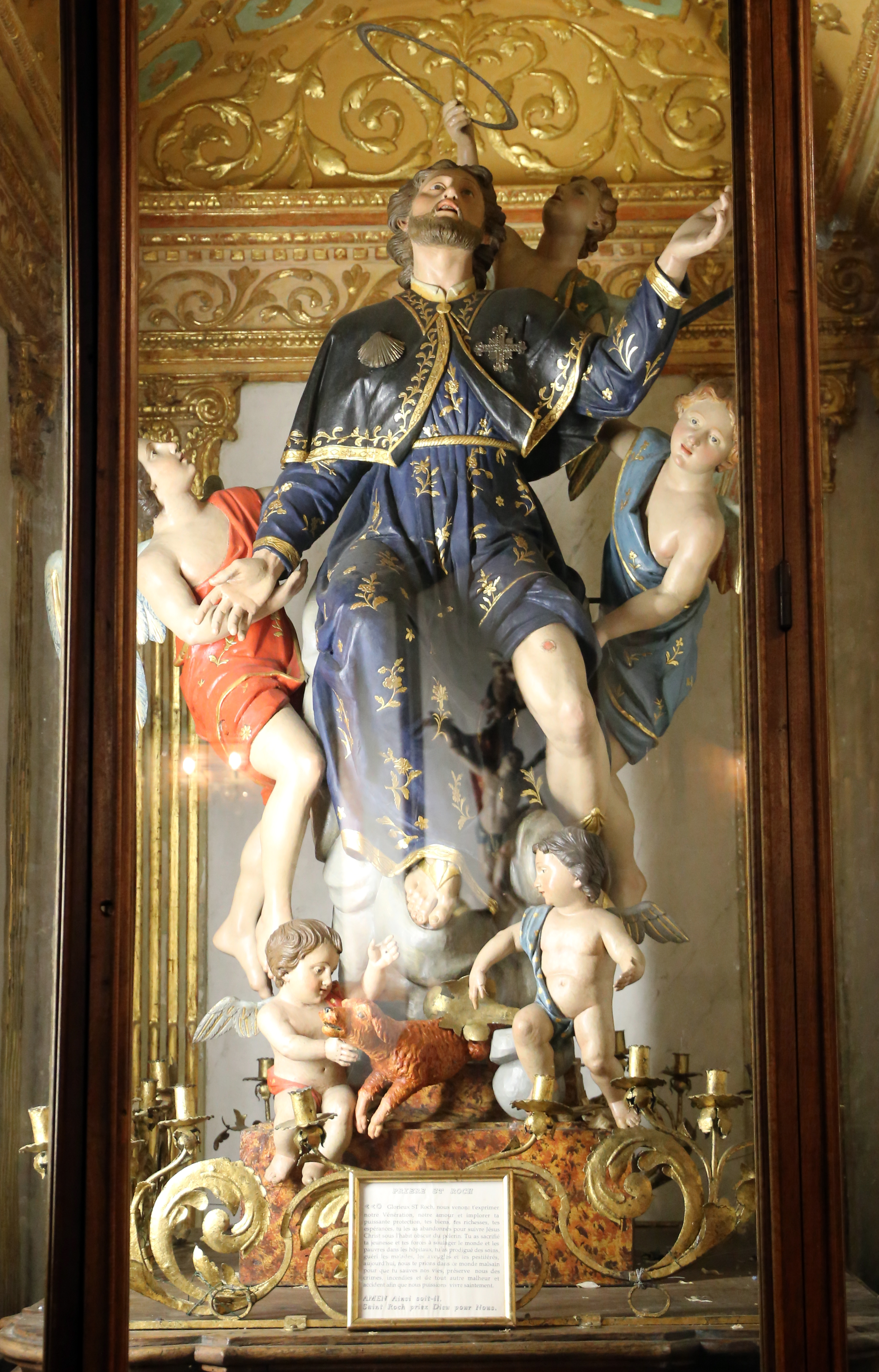
Statue processionnaire de saint Roch

## Fête de la Saint-Roch
La Saint-Roch est toujours fêtée à Bastia, chaque 16 août. C'est la confrérie de San Roccu qui organise une messe et une procession à travers les rues de Terra Vechja, avec une distribution de petits pains,.